# Wally O'Connor
Wally O'Connor (n. 25 august 1903, Madera⁠(d), California, SUA – d. 11 octombrie 1950, West Los Angeles⁠(d), California, SUA) a fost un înotător ce a reprezentat Statele Unite ale Americii, medaliat olimpic. A participat la 4 ediții ale Jocurilor Olimpice (1924, 1928, 1932, 1936) în care a câștigat două medalii de aur și o medalie de bronz.